# Aviamilano P 19 Scricciolo
L'Aviamilano P 19 Scricciolo è un monomotore leggero monoplano ad ala bassa costruito in circa 50 esemplari dall'azienda italiana Aviamilano negli anni sessanta su progetto dell'ingegnere Ermenegildo Preti.
Il P19 è stato per circa un ventennio il velivolo d'addestramento più utilizzato dall'Aero Club d'Italia.

## Storia

### Sviluppo
Nella seconda parte degli anni cinquanta, l'Aero Club d'Italia emise una specifica per la fornitura di un velivolo da addestramento con cabina di pilotaggio a due posti affiancati da destinare ai vari aeroclub sparsi sul territorio nazionale. Le caratteristiche richieste erano modeste, più affini alle prestazioni di un velivolo del periodo anteguerra, tra cui un modesto carico alare, una configurazione ad ala alta e carrello biciclo con ruotino di coda. Al bando di concorso risposero, tra gli altri, la Partenavia e l'Aviamilano ma fu quest'ultima, benché presentasse un modello ad ala bassa, ad aggiudicarsi l'appalto di fornitura.
Gli esemplari furono costruiti nel laboratorio milanese di Via San Benigno di proprietà dell'ingegnere Mario Vietri, affermato imprenditore edile e già pilota militare.

## Descrizione tecnica
Il P19 Scricciolo è un velivolo leggero dall'aspetto convenzionale; monomotore, monoplano ad ala bassa con cabina di pilotaggio a due posti affiancati e carrello fisso.
Nella configurazione classica il P19 si presenta con carrello biciclo, due posti affiancati, doppi comandi e motore da 100 hp.

## Versioni
P 19
versione base
P 19R
versione da traino alianti motorizzata con un più potente Lycoming O-320 da 150 hp (112 kW) con una velocità massima di 240 km/h, prodotta in un solo esemplare e regalato dall'industriale Luigi Cerutti (1920-1973) all'aeroclub di Casale come velivolo per scuola di volo. Immatricolato I-TERE in onore della consorte
P 19
carrello triciclo con motore Rolls-Royce 100 hp